# Hlincová Hora
Hlincová Hora, bis 1923 Lincová Hora (deutsch Pfaffendorf) ist eine Gemeinde in Tschechien. Sie liegt sieben Kilometer östlich des Stadtzentrums von České Budějovice in Südböhmen und gehört zum Okres České Budějovice.

## Geographie

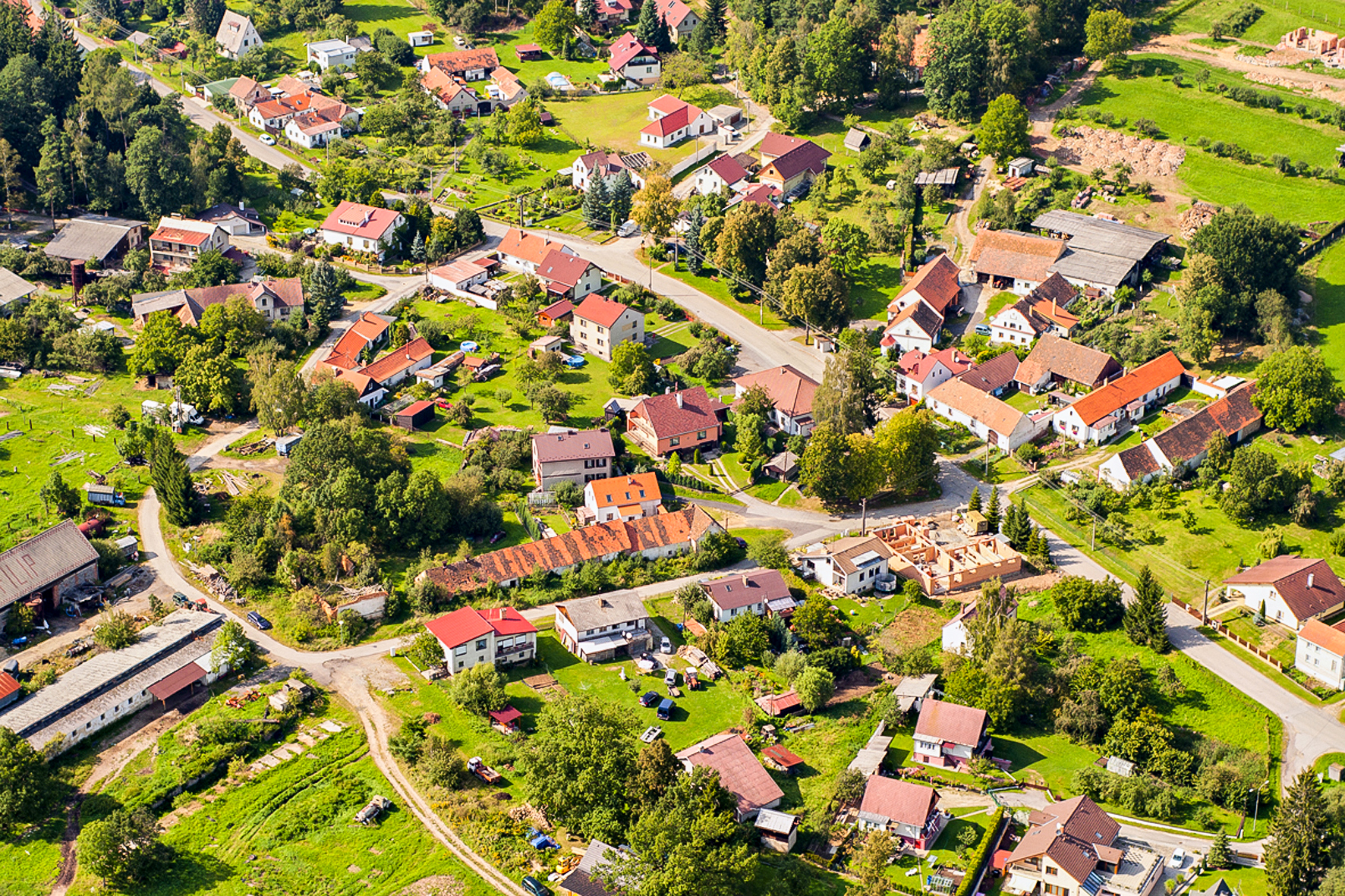
Hlincová Hora aus der Luft

Hlincová Hora befindet sich in der Lischauer Schwelle. Das Dorf liegt am Osthang der Kuppe Na novinách bzw. Hlincová hora (Pfaffenberg, 570,5 m.ü.m) zwischen den Tälern der Bäche Čertík bzw. Rudolfovský potok und Dubičný potok bzw. Vrátecký potok. Gegen Osten liegt eine Kaskade von Bergwerksteichen mit dem Mrhal, Bendík, Nový rybník, Nosovský rybník, Jarval, Punčocha, Bahnitý rybník, Hluboký rybník und Čekal. Hlincová Hora wird von zwei Waldgebieten umgeben; der Děkan erstreckt sich nördlich am Hang zum Čertík, der Kostelní les westlich in Tal des Dubičný potok. Gegen Nordosten liegt die Wüstung Ortvínovice, östlich die Wüstung Vstuhy.
Nachbarorte sind Hůry und Jivno im Norden, Lišov, Slabce und Hvozdec im Nordosten, Vyhlídky und der Hof Ortvínovice im Osten, Jednota, Ovčín und Zaliny im Südosten, Kaliště und Třebotovice im Süden, U Rejžků, Dobrá Voda u Českých Budějovic und Malé Dubičné im Südwesten, Dubičné und Kodetka im Westen sowie Rudolfov und Vesce im Nordwesten.

## Geschichte
Das Dorf wurde wahrscheinlich um 1350 durch die Königsstadt Budweis gegründet. Seine erste schriftliche Erwähnung erfolgte 1398 im Liber losungarum der Stadt Budweis zum Zusammenhang mit dem Budweiser Bürger Paulus de Nyczowyhory. Der Ortsname Nietzova Hora leitete sich von Nietz, einer deutschen Kurzform für den Budweiser Kirchpatron Nikolaus, her. Die Stadt Budweis erwarb das Dorf durch Ersitzung. 1546 wurde es in der Landtafel als städtischer Besitz eingetragen, die Robotnutzung blieb jedoch dem Stadtdechanten und der Dechanteikirche vorbehalten. Zusammen mit Pfaffenhöf (Kněžské Dvory) gehörte das Dorf ad usum et fructum zu den Gütern der Stadtpfarrkirche, ab 1601 der Dechanteikirche, St. Nikolaus und deren Pfarrers. Aus diesem Grunde wurde das Dorf im Deutschen als Pfaffendorf und die den Ort überragende Kuppe als Pfaffenberg bezeichnet. In einer Urkunde König Vladislavs II. Jagiello aus dem Jahre 1471 über den Ausgleich der beim Einfall des Racek von Kocov im Budweiser Kreis entstandenen Schäden wurde das Dorf wieder als Nieczova hora bezeichnet. Ab 1540 wurde der darniederliegende Bergbau durch meißnische Bergleute wiederbelebt. Zu Aufschlagwasserversorgung der Rudolfstädter Gruben wurde am 14. August 1555 im Tal nordöstlich des Dorfes der Mörderteich angelegt. Im Jahre 1557 wurden am Pfaffenberg die Zechen Glibgana, Hau mir Erz und Gott Wills betrieben. Nach dem Tode des Paters Hecyrus brachte Georg Pirchinger von Lusteneck 1593 wegen erheblich Salzsteuerrückstände an sich und ließ das Schloss Lusteneck erbauen. Seine Witwe Euphemia trat den Besitz 1598 an Andreas Thumsegger ab. Im 17. Jahrhundert wurde zumeist die deutsche Namensform Pfaffendorf verwendet. 1611 fiel das Passauische Kriegsvolk, ein Söldnerheer des Fürstbischofs Leopold von Passau, das plündernd und mordend durch die Güter Peter Wok von Rosenbergs zog, in die Gegend ein, verwüstete Rudolfstädter Bergwerke, brannte am 23. April 1611 Zaliny nieder und plünderte am 4. und 9. Juni Lišov. Zu Beginn des Dreißigjährigen Krieges belagerte 1618 das Ständeheer unter Heinrich Matthias von Thurn zwei Monate lang Budweis. Während Budweis an der Seite Kaiser Matthias stand, unterstützte Rudolfstadt die aufständischen Stände. Am 15. Juni 1619 eroberte der kaiserliche General Charles Bonaventure de Longueval, Comte de Bucquoy Rudolfstadt und ließ die Bergstadt für den Verrat in Schutt und Asche legen. Wahrscheinlich zur selben Zeit verwüstete Bucquoy auch das dem Protestanten Sigismund von Sudeta (Zikmund ze Sudetů) gehörende Gut Vstuhy, wobei die Dörfer Vstuhy und Ortvínovice vollständig niedergebrannt wurden. Beide Dörfer wurden nie wieder aufgebaut; an der Stelle des Hammerhofes Urtinowitz entstand ein Meierhof. Das Dorf Urtinowitz (Ortvínovice) lag am Teich Vortinovec, Wstuch (Vstuhy) am Teich Čekal. Beim Hof Urtinowitz lagerte im August 1648 ein 500 Mann starkes schwedisches Heer unter dem Kommando von Generalmajor Arvid Wittenberg von Döbern und Nyborg, das am 23. August 1648 zum Sturm auf Tábor zog. Mit dem Westfälischen Frieden wurde die Kampfhandlungen eingestellt, jedoch war die Gegend von Urtinowitz in der Hand einer Rotte von Marodeuren, die am 30. September 1648 bei der Schäferei 200–300 Pferde des Gubernators der Herrschaft Wstuch, Johann von Eckersdorf, einfing. Bei der 1653 erfolgten Generalvisitation zur berní rula wurden in Nieczova hora vier altangesessene und ein neuer Bauer gezählt, die vor allem von der Viehzucht lebten. Im Verzeichnis der Untertanen des Dekanats Budweis sind 1662 nur noch drei Bauern aus Nieczova hora aufgeführt. Im Jahre 1669 erfolgte im Zuge der Aufteilung der seit 1633 konfiszierten Herrschaft Wstuch eine Grenzvermessung mit der Herrschaft Wittingau, in deren Folge neue Marksteine gesetzt wurden, die neben der Jahreszahl auch die Buchstaben W (Wittingau), IAGZS (Johann Adolf Graf von Schwarzenberg) sowie Nro mit einer Ziffer des Rates von Budweis erhielten. Im Vertrag zwischen dem Rat und dem Budweiser Dekan Georg Heinrich Hynko Bormann (Jan Jiří Hynek Bormann) vom 14. Juli 1688 wurde in Beilegung eines Besitzstreites die Untertänigkeit von Pfaffendorf gegenüber dem Dekanat festgeschrieben und der Umfang der von den Untertanen in Pfaffendorf und Pfaffenhöf an die Budweiser Geistlichkeit und den Dekenatshof Lusteneck zu leistenden Dienste und Abgaben fixiert. Zum Ende des 17. Jahrhunderts setzte ein Wandel des tschechischen Ortsnamens ein; ab 1682 wurde das Dorf als Hlintzová hora und zwischenzeitlich im Waisenbuch von 1688 als Hniztova hora bezeichnet. Eine Erklärung für den Namenswandel gibt M.W. Klaudys Buch über die Rudolfstädter Bergbauunternehmen, wonach seit dem 16. Jahrhundert die nach Süden hin neu eröffneten Zechen in das Broder Gebürg und das Hlintzer Gebürg, wozu auch der Pfaffenberg gehörte, unterschieden wurden. Am 20. Februar 1724 brannte der Hof Urtinowitz nieder. Ein erneuter Streit um die Besitzrechte an Pfaffendorf brach im 18. Jahrhundert aus, nachdem der Budweiser Dekan Johann Veit Schwandtl (Jan Vít Švantl) Pfaffendorf und Pfaffenhöf als dominium directum beanspruchte. Am 4. März 1730 schloss der Rat mit Dekan Schwandtl einen Vergleich, indem zugleich das Eigentum des Rates als auch die Rechte des Dekanats an beiden Dörfern fixiert wurden. Zur Wiederaufnahme der Rudolfstädter Bergbaus wurde 1733 die Wiederherstellung des Mörderteiches beschlossen; die Ausführung des Dammbaus und der Wiederherstellung des Teiches erfolgte jedoch erst 1771 für 21.424 Gulden. 1791 wurde Pfaffendorf offiziell von Budweis nach Rudolfstadt umgepfarrt, die Einträge in den Rudolfstädter Matriken erfolgten jedoch bereits seit 1785. Im Zuge der Instandsetzung des Teiches Čekal wurde 1802 die Grundmauern der Feste Vstuhy aufgefunden. Der Standort des Dorfes Vstuhy wird an der Stelle der Schäferei vermutet. In der Grenzurkunde zwischen der Stadt Budweis und der Herrschaft Wittingau vom 22. April 1819 wurde das Dorf erstmals als Lincová hora bezeichnet. Im Jahre 1840 bestand Pfaffendorf / Lincowa Hora aus 19 Häusern mit 79 Einwohnern. Zum Ort gehörten der Meierhof Urtinowitz (Ortvínovice), eine Abdeckerei (Jednota) und die Schäferei (Ovčín), die der Herrschaft Wittingau bzw. dem Gut Wittingau untertänig waren. Pfarrort war Rudolphstadt. Bis zur Mitte des 19. Jahrhunderts blieb das Dorf immer der Stadt Budweis und anteilig dem der Herrschaft und dem Gut Wittingau untertänig.
Nach der Aufhebung der Patrimonialherrschaften bildete Lincová Hora/Pfaffendorf ab 1850 einen Ortsteil der Gemeinde Dubičné im Bezirk Budweis und dem Gerichtsbezirk Budweis. Im Jahre 1892 entstand die Gemeinde Lincova Hora/Pfaffendorf. Im Jahre 1910 hatte Hlincová Hora bzw. Lincová Hora/Pfaffendorf 125 Einwohner, davon waren 105 Tschechen und 20 Deutsche. 1924 wurde Hlincová Hora zum einzigen amtlichen tschechischen Ortsnamen erklärt. Während der deutschen Besetzung wurde das Dorf 1943 nach Rudolfov eingemeindet, dies wurde 1945 wieder aufgehoben. Im Jahre 1946 erfolgte die Elektrifizierung. Zu Beginn des Jahres 1976 erfolgte die erneute Eingemeindung nach Rudolfov. Nach einem Referendum löste sich Hlincová Hora am 24. November 1990 wieder von Rudolfov los und bildet seitdem eine eigene Gemeinde. Ab 1997 wurde anstelle der Kodetagärten westlich des Dorfes durch die Kodekta a.s, die Siedlung Kodetka mit zunächst 70 Einfamilienhäusern angelegt. Diese wurde seitdem in zwei weiteren Bauabschnitten erweitert, Dadurf wuchs die Einwohnerzahl von Hlincová Hora zwischen 2000 und 2010 von 124 auf 355 an.

## Gemeindegliederung
Für die Gemeinde Hlincová Hora sind keine Ortsteile ausgewiesen. Zu Hlincová Hora gehören die Ansiedlungen Děkanský Dvůr (Lusteneck) und Kodetka. Grundsiedlungseinheiten sind Hlincová Hora und Kodetka.

## Bevölkerungsentwicklung
| Jahr      | 1869 | 1880 | 1890 | 1900 | 1910 | 1921 | 1930 | 1950 | 1961 | 1970 | 1980 | 1991 | 2001 | 2011 | 2021 |
| --------- | ---- | ---- | ---- | ---- | ---- | ---- | ---- | ---- | ---- | ---- | ---- | ---- | ---- | ---- | ---- |
| Einwohner | 98   | 103  | 124  | 137  | 125  | 128  | 118  | 88   | 84   | 62   | 74   | 90   | 213  | 371  | 445  |

## Sehenswürdigkeiten

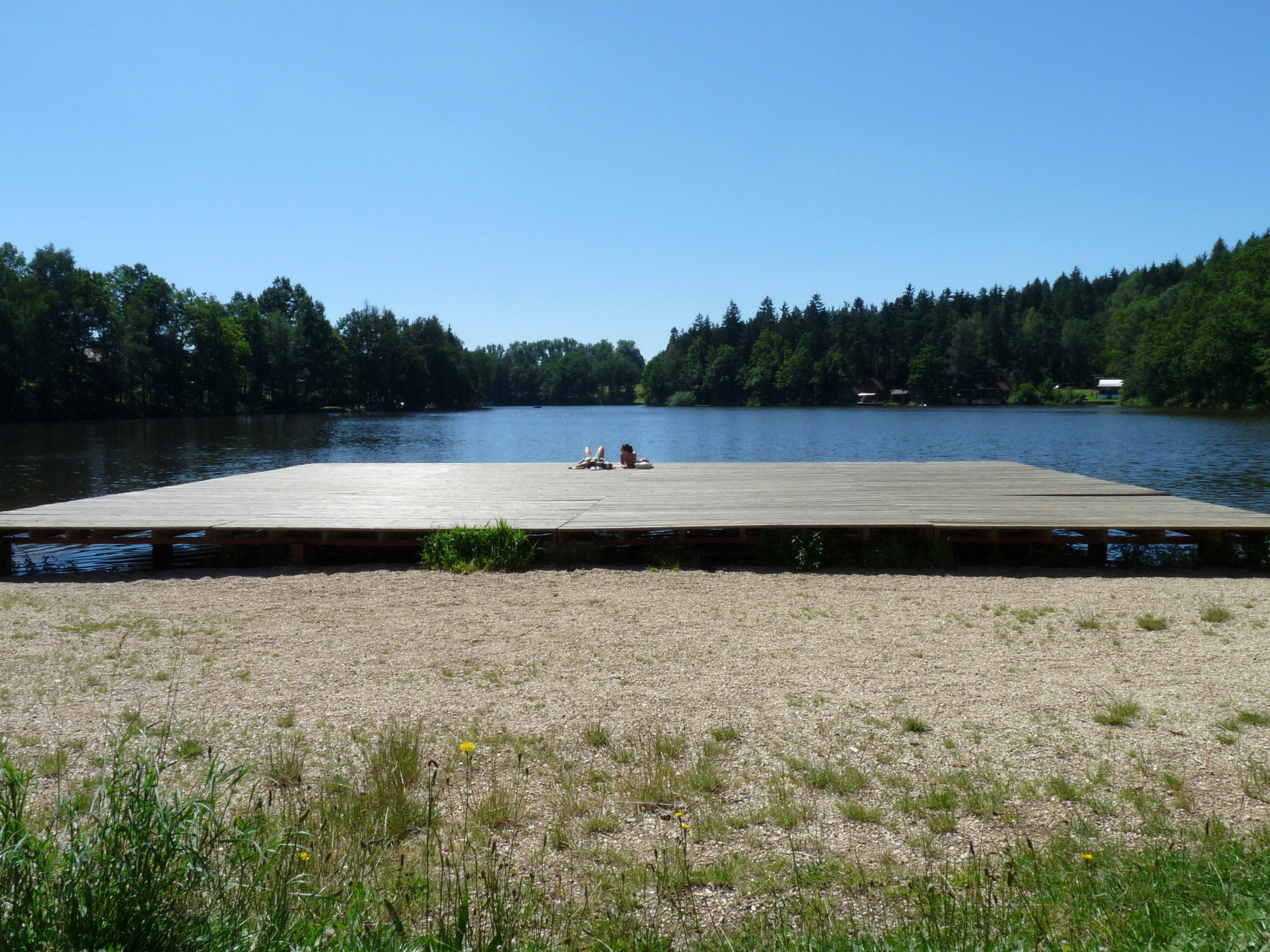
Teich Mrhal

- Teich Mrhal (Mörderteich), der 1555 angelegte Bergwerksteich ist als Kulturdenkmal geschützt
- Schlösschen Lustenek (Lusteneck), das um 1583 für den kaiserlichen Salzbeamten Georg Pirchinger von Lusteneck erbaute Schlösschen. Zu Beginn des 17. Jahrhunderts gehörte es dem Bergbauunternehmer Johann Hölzel von Sternstein, der Glaubensflüchtlingen aus der Steiermark und Kärnten Unterschlupf gewährte. 1622 erwarb die Diözese Budweis das Schloss. Unter dem Dekan Johann Veit Schwantle erfolgte zwischen 1707 und 1722 eine barocke Neugestaltung.
- Historische Marksteine von 1669
- Hof Ortvínovice, errichtet nach dem Brand von 1724 nach Plänen des Architekten Anton Erhard Martinelli
- Kapelle des hl. Johannes vin Nepomuk am Dorfplatz
- Gedenkstein für die Gefallenen der Roten Armee